# Burgstall Neuhaus (Wiesent)
Der Burgstall Neuhaus ist eine abgegangene Gipfelburg auf dem Gipfelplateau des Heilsberges bei 542,2 m ü. NN nahe der Ruine Heilsberg 900 Meter nordwestlich des Ortsteils Dietersweg der Gemeinde Wiesent im Oberpfälzer Landkreis Regensburg in Bayern. Die Anlage wird als Bodendenkmal unter der Aktennummer D-3-6940-0049 im Bayernatlas als „Mittelalterlicher Burgstall "Neuhaus"“ geführt. 
Die Burg, von der keine genauen Datierungen vorliegen, wurde um 1213 von Herzog Ludwig I. erbaut, blieb unvollendet und wurde 1213 aufgegeben.
Der Burgstall zeigt heute nur noch geringe Reste des Quadermauerwerks.